# АЛБА (альянс)
Боливариа́нский альянс для Америк, АЛБА (исп. Alianza Bolivariana para los Pueblos de Nuestra América, ALBA), полностью: Боливариа́нский альянс для народов нашей Америки — Торговый договор народов, АЛБА-ТДР (исп. Alianza Bolivariana para los Pueblos de Nuestra América — Tratado de Comercio de los Pueblos, ALBA-TCP) — социалистический альянс стран Латинской Америки и Карибского бассейна.
Площадь альянса составляет 2 513 947 км², население — 70 млн человек, ВВП (ППС) — $1166 млрд (по версии МВФ; 2013 год; данные по Кубе за 2011 год).

## Этимология
До 2009 года название субрегионального объединения было «Боливарианская альтернатива для Америки» (исп. Alternativa Bolivariana para América) в честь Симона Боливара и боливаризма. Сейчас полное название альянса «Боливарианский альянс для народов нашей Америки — Торговый договор народов» (исп. Alianza Bolivariana para los Pueblos de Nuestra América — Tratado de Comercio de los Pueblos, ALBA-TCP), сокращённое название «Боливарианский альянс для Америк» (исп. Alianza Bolivariana para las Américas, ALBA).

## История
Как международная организация и субрегиональное интеграционное объединение, АЛБА был создан 14 декабря 2004 года по инициативе Уго Чавеса и Фиделя Кастро, соответственно, Венесуэлы и Кубы. Альянс был основан как соперник Межамериканской зоны свободной торговли, созданной по инициативе США для интеграции латиноамериканский стран, ориентированных на развитие рыночной экономики. Цель альянса — экономическая интеграция и совместное развитие её участников на основе социализма (боливаризма) и коллективной защиты независимости в целях создания единого латиноамериканского военного, политического, экономического и культурного пространства.
Созданы и работают Экономический, Политический и Социальный совет альянса.

### Гондурас и ALBA
Гондурас вступил в ALBA в 2008 году во время президентства Мануэля Селайи, однако после его свержения в ходе военного переворота 28 июня 2009 года новое правительство отказалось от членства в этой организации. Вскоре фактический лидер Гондураса Роберто Мичелетти заявил о намерении этого латиноамериканского государства выйти из состава ALBA 15 декабря 2009 года.
13 января 2010 года национальный конгресс Гондураса ратифицировал выход страны из состава международной организации «Боливарианский альянс для Америк» (ALBA).
Согласно мнению Иньиго Эррехона, доктора политических наук, и Альфредо Серрано, доктора экономических наук, Боливарианский союз народов нашей Америки (ALBA) утратил жизненные силы после государственного переворота в Гондурасе, произошедшего как раз в тот момент, когда президент Селайя принял решение о вхождении его страны в данный альянс. ALBA в его нынешнем состоянии утратил активность, что объясняется растущим влиянием тандема Бразилии-Аргентины, сосредоточенных на строительстве Южноамериканского общего рынка (Меркосур).

## Членство

### Действующий состав
В состав АЛБА на 2022 год входят 10 стран. Также в процессе интеграции в АЛБА находится  Суринам, находящийся в статусе «специального приглашённого члена» (англ. special guest member).
| Государство                           | Дата вхождения |
| ------------------------------------- | -------------- |
| Антигуа и Барбуда                     | 2009           |
| Республика Куба                       | учредитель     |
| Содружество Доминики                  | 2008           |
| Гренада                               | 2014           |
| Республика Никарагуа                  | 2007           |
| Федерация Сент-Китс и Невис           | 2014           |
| Сент-Люсия                            | 2013           |
| Многонациональное Государство Боливия | 2006 (2020)    |
| Сент-Винсент и Гренадины              | 2007           |
| Боливарианская Республика Венесуэла   | учредитель     |

### Приглашённые члены
- Гаити
- Иран (присоединился в 2007)[7]
- Сирия (присоединилась в 2010 году)[8]

### На правах гостя
- Россия (С 2023 года)[9]

### Бывшие члены
- Гондурас (2008—2010)
- Эквадор (2009—2018)

## Валютный союз
В апреле 2009 года на саммите стран-участниц Боливарианской инициативы, который проходил в венесуэльском городе Кумана, было единогласно принято решение о введении условной единицы для взаиморасчётов «Сукре». По словам президента Венесуэлы Уго Чавеса, сукре изначально «будет обращаться в виде виртуальной валюты, однако в будущем планируется переход к полноценной валюте, что позволит уйти от навязанной диктатуры доллара». По словам Чавеса, которого цитируют латиноамериканские СМИ, «не исключено, что сукре будет действовать не только в странах ALBA, но и в других государствах, заинтересованных в подобном инструменте — в частности, в Эквадоре и Парагвае».
Сукре официально введён в оборот с 1 января 2010 года.
Первая транзакция с использованием сукре состоялась 3 февраля 2010 года, когда Куба оплатила доставку 360 тонн риса из Венесуэлы за 108 000 сукре.
28 февраля 2013 года Никарагуа осуществила первые платежи, использовав региональную валюту сукре для взаиморасчётов с партнерами из стран АЛБА.

## Торговля внутри Альянса
Торговля стран-участников (по состоянию на 2013 год) ориентирована главным образом на государства, не входящие в Альянс. Например, на страны-члены АЛБА в 2013 году пришлось 4,38 % импорта и 7,03 % экспорта. При этом экспорт Венесуэлы в страны АЛБА представлен главным образом нефтяными маслами и битумными материалами, на долю этой статьи пришлось в 2013 году 97 % экспорта Венесуэлы в Боливию, 92 % её экспорта в Доминику, 80 % — в Эквадор, 76 % — на Сент-Винсент и Гренадины.

## Спортивные соревнования
Время от времени проходят международные Боливарианские АЛБА игры между спортсменами из страна Альянса — это международное мульти-спортивное соревнование высокого уровня.
Последние 5-е АЛБА игры прошли в апреле 2023 года в Венесуэле, и в них также в качестве страны-гостя приняли участие 48 спортсменов из России.

### Комментарии
1. ↑  Боливия была членом Альянса в 2006—2019 годах, вышла после антиправительственных протестов октября-ноября 2019 года и возобновила членство после возвращения к власти социалистов.